# 하야도리촌
하야도리촌(早通村)은 니가타현 나카칸바라군에 있던 촌이다.

## 역사
- 1889년 4월 1일 - 정촌제 시행에 의해 나카칸바라군 하야도리촌이 성립하였다.
- 1925년 7월 1일 - 가메다정에 편입되어 소멸하였다.

## 참고문헌
- 『市町村名変遷辞典』東京堂出版、1990年。